# DC Direct
DC Direct (mellan 2012 och 2020 istället DC Collectibles) var en division av WarnerMedia, som specialiserade sig på merchandise relaterat till DC Comics-figurer. DC Direct grundades 1998 och före detta år så användes istället DC Comics-logotypen på serieförlagets merchandise. Namnet ändrades under 2012 till DC Collectibles, men den 23 januari 2019 utannonserades det att DC Collectibles istället skulle bli en del av Warner Bros. Consumer Products-divisionen, som en del av en större omorganisation av företaget. I februari 2020 ändrades namnet istället tillbaka till DC Direct.
I augusti 2020 rapporterades det att DC Direct skulle läggas ned och den 21 juli 2021 meddelade McFarlane Toys att de planerade att ta över DC Directs lager och fortsätta tillverka merchandise relaterat till DC Comics-figurer.